# Патэ о пом де тер
Патэ о пом де тер (фр. pâté aux pommes de terre) — пирог (картофельный пате) родом из центральных районов Франции. Его готовят и употребляют в основном в Берри и Орлеане, Марше и Лимузене, Бурбонне и на северо-западной оконечности Оверни.
Рецепт включает слоёное или песочное тесто, картофель, петрушку, соль, перец и большое количество сметаны. В зависимости от региона и повара могут встречаться различные варианты рецепта, сохраняющие общее название.

## Названия
Помимо названия «картофельный пате», в разных регионах он известен под другими именами. Его могут называть «пате с картошкой», «бурбонский пате», «крёзский пате».
В Бурбонне его также называют «пате с тартуфлями».
В круассанском диалекте — переходном между окситанским и ланг д’ойль — на севере Крёза и в районе Монлюсона его часто называют «помтерра».
Под этим названием он указан на карте французских гастрономических специалитетов Алена Бургиньона 1929 года в Бурбонне.
Состав и подача
Обычно это разновидность пирога, содержащего нарезанный ломтиками картофель и густую сметану.
Его можно подавать в качестве закуски, основного блюда или гарнира, но чаще всего его едят с зелёным салатом.

## Варианты
- Беррийская торта, или труфья.
- Бурбонский картофельный пате иногда включает лук и петрушку.
- «Пате с труш» — беррийский вариант, представляющий собой слоёный пирог с картофельным пюре, сметаной, луком и петрушкой.
- Туртьер из Лимузена также очень похож на картофельный пате. Это похожее блюдо, но с использованием чеснока и петрушки, а главное отличие — мясо (фарш из свиной вырезки)[2]. Однако название «картофельный пате» очень распространено в Лимузене, где оно применяется к рецептам с мясом или без, а выбор трав и приправ варьируется.

## Мировой рекорд
С 2010 года мировой рекорд по самому длинному картофельному пате принадлежит коммуне Дарвуа, расположенной в департаменте Луаре.